# 埼玉西部消防組合
埼玉西部消防組合（さいたませいぶしょうぼうくみあい、埼玉西部消防局）は、埼玉県所沢市、入間市、狭山市、飯能市、日高市の5市により組織された一部事務組合（消防組合）である。管轄区域は前述の5市。

## 概要
消防広域化に伴って所沢市消防本部、埼玉西部広域消防本部、入間市消防本部、狭山市消防本部を統合し発足した。
- 消防本部：所沢市けやき台1-13-11
- 消防本部名称：埼玉西部消防局
- 管内面積：406.43 km²
- 職員数：871人（2022年4月現在）
- 消防署5カ所、分署14カ所
- 主力機械(2022年4月1日現在)
  - 消防ポンプ車：23台
  - 水槽付消防ポンプ車：13台
  - 水槽車：2台
  - はしご車：3台
  - 屈折はしご車：2台
  - 化学消防車：4台
  - 救助工作車：5台(III型：1台、II型：4台)
  - 電源照明車：1台
  - 高規格救急車：26台
  - 指揮車：5台
  - 指令車：8台
  - 査察車：9台
  - 支援車：1台
  - 機材車：2台
  - 積載車：17台
  - 連絡車：30台
  - マイクロバス：2台
  - 拠点機能形成車：1台
  - VR防災体験車：1台

【消防車両に関する参考文献：消防年報2022 令和4年版（埼玉西部消防局）】

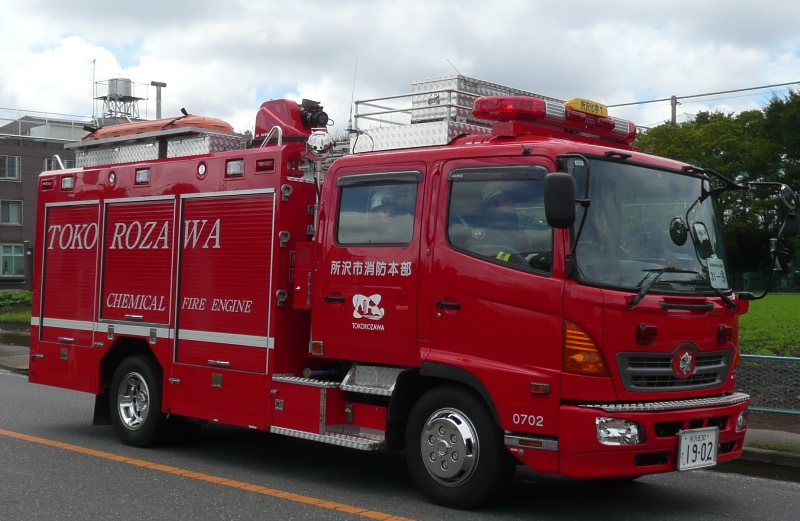
水槽付ポンプ車（所沢市消防本部時代に撮影）
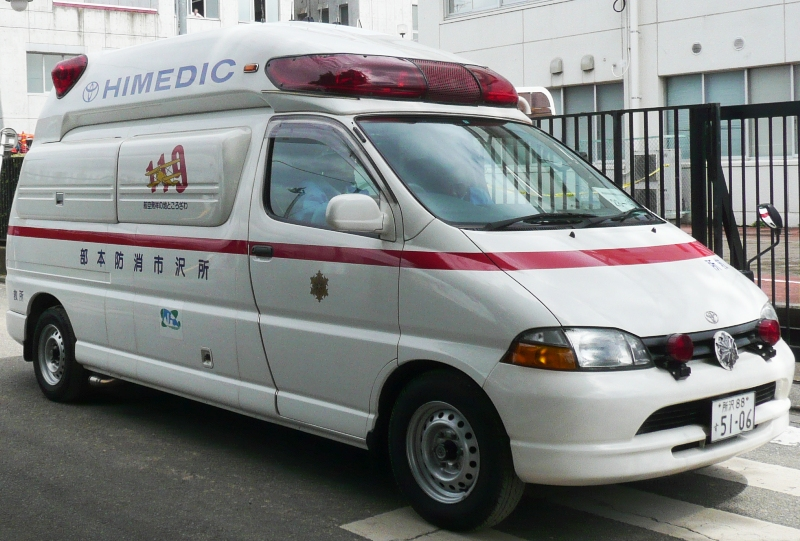
旧救急車（所沢市消防本部時代に撮影）（廃車済み）
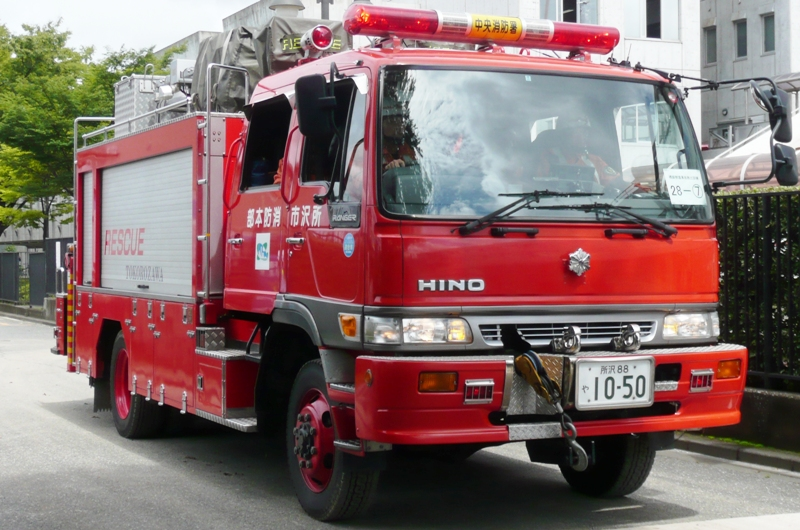
旧救助工作車（所沢市消防本部時代に撮影）（廃車済み）
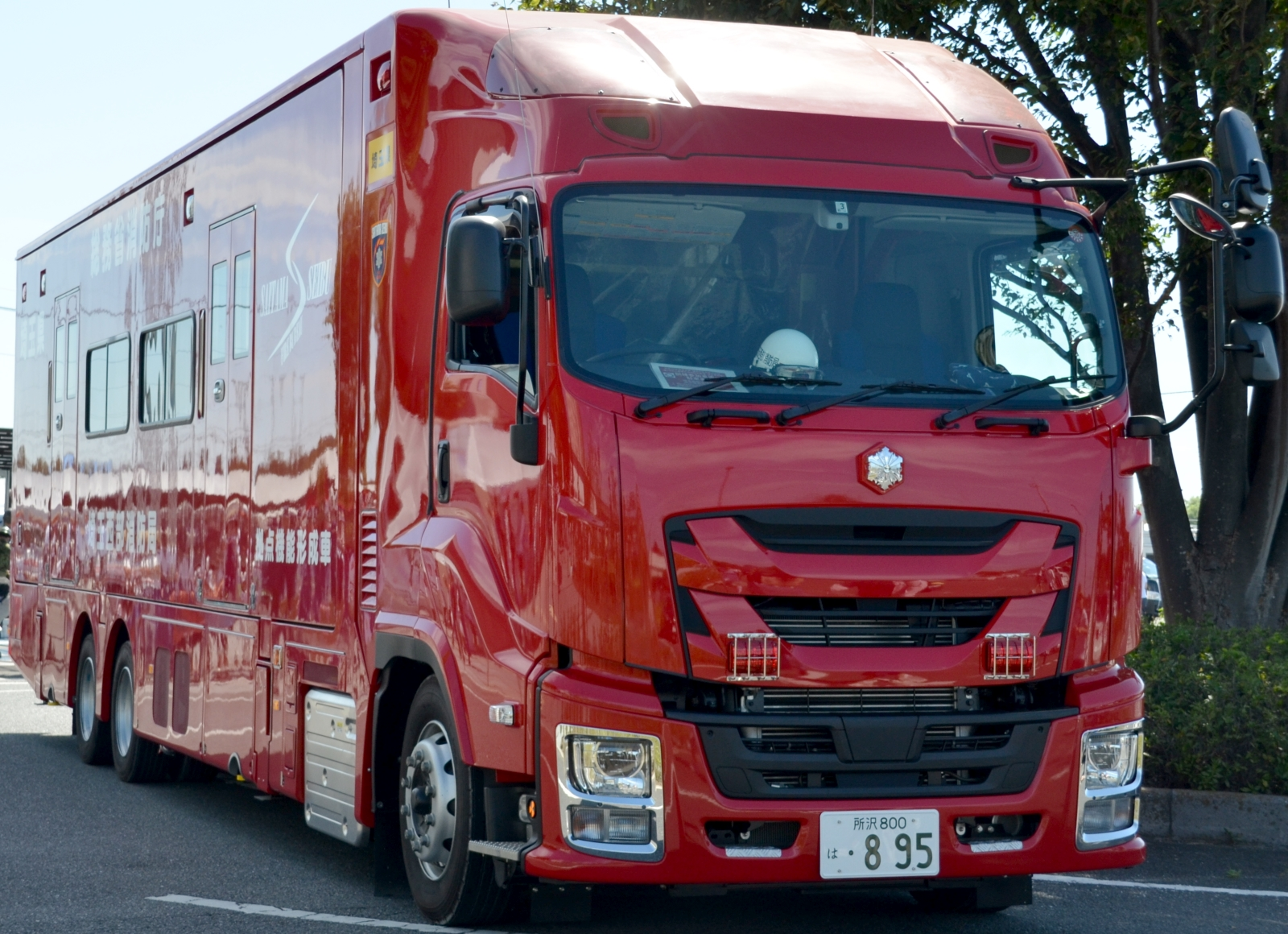
拠点機能形成車

## 沿革
- 2004年（平成16年）
  - 2月19日 - 所沢市・狭山市・入間市による三市広域消防連絡協議会が発足する。
  - 4月1日 - 三市消防広域化検討委員会が発足する。
  - 8月24日 - 埼玉県知事より、所沢市・狭山市・入間市が広域化重点支援消防に指定される。
- 2012年（平成24年）総務省消防庁から埼玉西部消防局に対し、資機材搬送車が無償貸与され、狭山消防署に配備される。（2012年時点で組合発足が暫定的に決定していたため）
- 2013年（平成25年）4月1日 - 埼玉県消防広域化推進計画に伴い所沢市消防本部・埼玉西部広域消防本部（飯能市、日高市を管轄）・入間市消防本部・狭山市消防本部が統合し埼玉西部消防組合が発足する。所沢中央消防署に高度救助隊が配置され発足する。高度救助隊は緊急消防援助隊や埼玉県特別機動援助隊（埼玉SMART）にも登録している。
- 2014年（平成26年）7月1日 - 飯能日高消防署に山岳救助隊が配置され発足する。
- 2015年（平成27年）9月 - 平成27年9月関東・東北豪雨災害に対して茨城県常総市に緊急消防援助隊を派遣した。

- 2017年（平成29年）

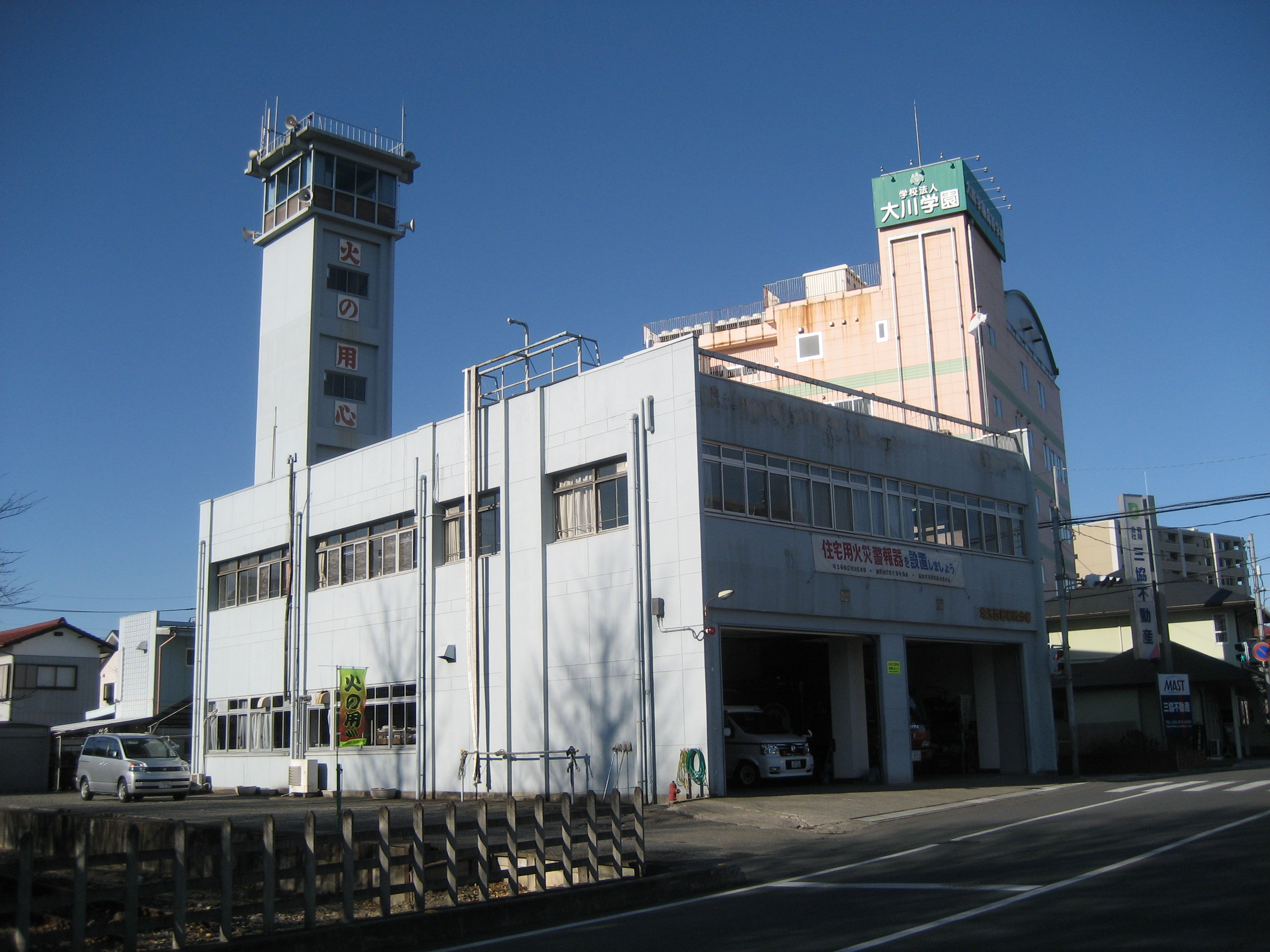
飯能日高消防署稲荷分署（旧庁舎）

  - 3月3日飯能日高消防署稲荷分署庁舎を建替え完成し、新庁舎で業務を開始する。
  - 第46回全国消防救助技術大会において、ほふく救出の競技で優勝。また、ロープブリッジ救出では全国4位の成績を残す。
- 2018年（平成30年）
  - 【この年】 - 総務省消防庁より拠点機能形成車が無償貸与され、飯能日高消防署に配備される。
  - 4月1日 - 入間消防署に水難救助隊が配置される。
- 2021年（令和3年）
  - 4月1日 - 入間消防署に東京消防庁、和歌山市消防局に次いで全国3台目となるVR防災体験車が導入され、配備される。
  - 4月16日 - 飯能日高消防署において埼玉西部消防組合、坂戸・鶴ヶ島消防組合、比企広域市町村圏組合、西入間広域消防組合の4消防組合(8市8町1村)の消防指令業務を共同運用するための調印式が行われ、同署内に埼玉西部地域消防指令事務協議会が発足する。
- 2024年（令和6年）
  - 1月12日 - 飯能日高消防署内に埼玉西部地域消防指令センターが設置され、埼玉西部消防局管内の119番通報の受信を所沢中央消防署内の通信指令センターから当センターに切り替え、仮運用を開始する。
  - 1月24日 - 坂戸・鶴ヶ島消防組合、比企広域市町村圏組合、西入間広域消防組合管内の119番通報の受信を埼玉西部地域消防指令センターに切り替える。
  - 4月1日 - 埼玉西部地域消防指令センターの本運用が開始する。

## 組織
- 企画総務部
  - 企画財政課
  - 総務課
    - 消防音楽隊

  - 契約会計課
- 警防部
  - 予防課
    - 狭山室(狭山消防署内)
    - 入間室(入間消防署内)
    - 飯能日高室(飯能日高消防署内)

  - 警防課
  - 救急課
  - 通信指令センター
    - 指令管理課
    - 指令第1課
    - 指令第2課
    - 指令第3課
- 消防署
  - 消防管理課
  - 消防第1課
  - 消防第2課
  - 消防第3課
  - 分署

## 消防相互応援協定
近隣自治体の境界付近で発生した災害(救急含む)に対して迅速に活動できるよう、隣接する消防機関と「消防相互応援協定」を締結し、日頃から近隣市等で発生した災害へ出動している。なお、相互管轄の境から500mが応援協定範囲内である。
- 東京消防庁（東京都）
- 埼玉県南西部消防本部
- 入間東部地区事務組合消防本部
- 川越地区消防局
- 坂戸・鶴ヶ島消防組合
- 西入間広域消防組合
- 秩父消防本部

## 消防署
| 名称           | 消防署建物 | 所在地                | 分署   | 分署                  | 所在地          |
| 名称           | 消防署建物 | 所在地                | 名称   | 分署建物              | 所在地          |
| -------------- | ---------- | --------------------- | ------ | --------------------- | --------------- |
| 所沢中央消防署 |            | 所沢市けやき台1-13-11 | 三ヶ島 |                       | 北野3-23-2      |
| 所沢中央消防署 | 山口       | 所沢市けやき台1-13-11 |        | 大字山口182-2         |                 |
| 所沢東消防署   |            | 所沢市大字上安松974-1 | 富岡   |                       | 大字神米金256-4 |
| 所沢東消防署   | 柳瀬       | 所沢市大字上安松974-1 |        | 東所沢4-12-2          |                 |
| 入間消防署     |            | 入間市大字小谷田581   | 藤沢   |                       | 大字下藤沢858-1 |
| 入間消防署     | 西武       | 入間市大字小谷田581   |        | 大字野田2182          |                 |
| 狭山消防署     |            | 狭山市大字上奥富1172  | 富士見 |                       | 中央4-15-10     |
| 狭山消防署     | 広瀬       | 狭山市大字上奥富1172  |        | 広瀬2-3-30            |                 |
| 狭山消防署     | 水野       | 狭山市大字上奥富1172  |        | 大字水野15-1          |                 |
| 飯能日高消防署 |            | 飯能市大字小久保2-9-1 | 稲荷   |                       | 飯能市稲荷町1-1 |
| 飯能日高消防署 | 名栗       | 飯能市大字小久保2-9-1 |        | 飯能市大字下名栗846-2 |                 |
| 飯能日高消防署 | 吾野       | 飯能市大字小久保2-9-1 |        | 飯能市大字坂石283-1   |                 |
| 飯能日高消防署 | 日高       | 飯能市大字小久保2-9-1 |        | 日高市大字猿田57      |                 |
| 飯能日高消防署 | 高萩       | 飯能市大字小久保2-9-1 |        | 日高市大字高萩1007-1  |                 |

## 不祥事
- 2019年（平成31年）3月 - 3月9日午後11時ごろ、所沢東消防署の男性消防副士長（28歳）が、当直中に署内で現金約6万9000円が入った同僚のウエストバッグを窃盗した。11日に同僚職員から被害の報告があり、男性消防副士長が上司に申し出た。現金は一部使われていたが、全額返還された。22日、消防局は男性消防副士長を停職6ヵ月の懲戒処分とした。男性消防副士長は同日付で依願退職した[1][2]。
- 2020年（令和2年）7月 - 本消防局のトップである男性消防局長（59歳）が、複数の女性職員に対してセクハラ行為をしたとして、2020年6月、被害に遭った女性職員らが訴えた。市は消防局長の行為をセクハラ行為と認定し、戒告の懲戒処分とした。消防局長はその後依願退職。2019年（令和元年）4月、本消防局は消防局長名でハラスメントを「しない・させない・許さない・見逃さない」との「ハラスメント防止宣言」を出していた。組織のトップの不祥事に所沢市長[3]は「市民の信頼を大きく揺るがして申し訳なく思う」と謝罪した[4][5]。